# Ботвинник, Марк Наумович
Марк Нау́мович Ботви́нник (1917, Петроград, Россия — 1994, Санкт-Петербург) — советский историк-антиковед, автор и соавтор научных и научно-популярных изданий, переводчик и лектор.

## Биография
Родился в Петрограде. Отец — военный медик, офтальмолог Наум (Нахим) Рафаилович Ботвинник (1872—1939), бригврач. Мать — адвокат. В 1935 году поступил на исторический факультет Ленинградского государственного университета, где также занимался в кружке по античной истории.
15 января 1938 года был арестован по надуманному обвинению. Цитата: «Дело, по которому я был привлечен, так и называлось: „Дело античного кружка“. Следователь, собственно говоря, в том нас и обвинял, что интерес к древности сам по себе показывает, что мы не приемлем современности!» Ботвинника приговорили по статье 58 к 5 годам ИТЛ. С 1938-го по 1940-й год он отбывал срок в Усольлаге. В 1939 году, когда Ежова сменил Берия, некоторое количество дел было пересмотрено и прекращено. Благодаря этому Ботвинник был освобожден в декабре 1939 года. В 1940-е годы он окончил исторический факультет ЛГУ. Во время Великой Отечественной войны с семьей эвакуировался из блокадного Ленинграда в Енисейск Красноярского края.
Был женат на Суздальской Ирине Павловне. Она была доктором биологических наук, проработала в ЛГУ более 40 лет, где при биофаке возглавляла лабораторию физиологии клетки.
Похоронен на Богословском кладбище Санкт-Петербурга в семейной могиле.

## Основные работы
- Лурье С. Я., Ботвинник М. Н. Путешествие Демокрита. М.: Детская литература, 1964 (в сер. «Школьная библиотека»)
- Ботвинник М. Н. Знаменитые греки: Жизнеописания выдающихся деятелей древней Греции, составленные по Плутарху / Авторы переложения М. Н. Ботвинник, Г. А. Стратановский. — 2-е изд. — М.: Просвещение, 1968. (ряд переизданий; позднее совм. с М. Б. Рабиновичем);

и другие.
Автор статей об античной мифологии в «Мифологическом словаре» (1959—1994), выдержавшем 5 изданий, и в фундаментальной энциклопедии «Мифы народов мира».